# Cagliari Calcio 2015-2016
Questa voce raccoglie le informazioni riguardanti il Cagliari Calcio nelle competizioni ufficiali della stagione 2015-2016.

## Stagione
Nella stagione 2015-2016 dopo 11 campionati in Serie A, il Cagliari torna a giocare in Serie B: l'ultima volta, nel 2003-04, con l'attacco formato da Zola, Suazo ed Esposito aveva conquistato la promozione a pari punti con il Palermo. Per la prima volta dopo 16 anni non è presente in rosa lo storico capitano Daniele Conti, che lascia la fascia a Daniele Dessena. Stessa sorte anche per gli altri due senatori sardi: Andrea Cossu, otto stagioni in rossoblù, e Francesco Pisano, dal 2004 in prima squadra dopo la lunga trafila nel settore giovanile. In vista della nuova stagione il ritiro si svolge ad Aritzo dal 12 fino al 26 luglio 2015, facendo ritornare i rossoblù in Barbagia per il precampionato dopo 13 anni.. Qui si svolgono anche le prime due amichevoli di preparazione, entrambi vinte, contro la Rappresentativa Barbagia, terminata 14-0 e contro il Calangianus, finita 23-0.
A Villacidro è disputata un'amichevole contro il Lanusei, militante in Serie D: il Cagliari vince per 6-0, mentre la prima amichevole allo Stadio Sant'Elia è contro il Real Saragozza, vinta per 1-0 con gol del neo acquisto Federico Melchiorri.. Allo Stadio Bruno Nespoli di Olbia il primo agosto viene disputata un'amichevole contro il Gazélec Ajaccio neopromosso in Ligue 1, massima serie francese: all'80º minuto il punteggio era di 1-1 ma l'arbitro sospende il match dopo una violenta rissa tra i giocatori in campo. Curioso il fatto che già nell'estate 2010 un'altra partita sempre contro una squadra corsa (quella volta era il Bastia) era stata sospesa per lo stesso motivo.
Per quanto riguarda le competizioni ufficiali, il primo impegno è in Coppa Italia, e come ogni squadra di Serie B, i rossoblù iniziano dal secondo turno, il 9 agosto 2015. Il sorteggio designa come avversario la Virtus Entella ed il match viene disputato al Sant'Elia, terminato con un rotondo punteggio di 5-0. Nel terzo turno incontra il Trapani in Sicilia. I sardi, dopo l'1-1 al termine dei tempi regolamentari e dei supplementari hanno la meglio vincendo 5-3 dopo i calci di rigore: decisivi i due parati da Storari, che ne aveva già parato un altro nei supplementari. Il 7 settembre i rossoblù esordiscono in campionato con una vittoria sul Crotone per 4-0. La prima sconfitta arriva in casa del Pescara alla 6ª giornata per 1-0.
Poi a partire dalla 9ª giornata la squadra inanella una serie di sei risultati utili consecutivi, l'ultimo dei quali (Cagliari-Ascoli, 3-0) porta il Cagliari a + 4 sul Crotone con il quale contende il primato per tutto il girone di andata. Questa striscia di risultati utili si conclude con la sconfitta di Brescia (0-4) e con il pesante infortunio del capitano Daniele Dessena che si frattura tibia e perone. Conclude il girone di andata al primo posto con 46 punti conquistati frutto di 14 vittorie, 4 pareggi e 3 sconfitte, con un punto di vantaggio sul Crotone, secondo, e otto sul Novara, terzo. Il girone di ritorno inizia invece con una sconfitta per 3-1 proprio nello scontro diretto con il Crotone, che costa la vetta della classifica. Successivamente arrivano cinque vittorie consecutive che portano la squadra a + 5 sui calabresi. In particolare la quinta di queste vittorie è lo scontro diretto con il Pescara, terzo in classifica, che porta il Cagliari a + 13 sulla squadra abruzzese. Segue poi un periodo altalenante con qualche sconfitta in più rispetto al girone d'andata, che costa la vetta che torna al Crotone.
Ma proprio nel girone di ritorno arriva il successo più largo della squadra in questo campionato: la vittoria per 6-0 sul Brescia nella 36ª giornata. Il 6 maggio arriva la matematica promozione in Serie A con due turni di anticipo grazie alla vittoria per 0-3 a Bari. Nella successiva giornata, la penultima, il Cagliari vince per 3-0 con la Salernitana registrando il tutto esaurito allo stadio Sant'Elia (16.000 posti) e grazie alla contestuale sconfitta del Crotone a Trapani, torna primo. In questa partita vi è il ritorno del capitano Daniele Dessena dopo sei mesi dall'infortunio. Nell'ultima partita, giocata il 20 maggio contro la Pro Vercelli, il Cagliari vince 1-2 con i gol di Di Gennaro e Sau, quest'ultimo con una rovesciata, e vince il campionato di Serie B con 83 punti, frutto di 25 vittorie, 8 pareggi e 9 sconfitte, cosa che non era mai riuscita alla società sarda.

## Divise e sponsor
Lo sponsor tecnico è per il quinto anno consecutivo l'azienda torinese Kappa. Le maglie sono state presentate al Centro Sportivo di Assemini il 27 luglio. Oltre alle classiche rossoblù e bianca, è presente una maglia arancione, tonalità che ritorna dopo 15 anni. All'inizio della stagione non è stato annunciato nessun main sponsor, mentre il secondo sponsor per il girone di andata e per la Coppa Italia è stato EP holding, applicato sulla destra nella parte alta del torace. Per la partita dell'ottavo turno di andata Novara-Cagliari il main sponsor è stato Spontini, mentre per le partite di Coppa Italia Sassuolo-Cagliari e Inter-Cagliari è stato Azimut Investimenti. Nel mese di Dicembre il terzo sponsor è stato Pecorino Romano, applicato nel retro della maglia sotto il numero, ad esclusione della partita di Coppa Italia Inter-Cagliari nella quale il terzo sponsor è stato lo Studio Verna. A partire dal 2016 è stato presentato il nuovo sponsor di maglia ISOLA, nel retro della maglia sotto la numerazione compare lo sponsor Eva Arredamenti, inoltre sul pantaloncino compare lo sponsor Energit.
| Casa | Trasferta | Terza divisa |  |

## Organigramma societario
Area direttiva
- Presidente: Tommaso Giulini
- Vicepresidente: Stefano Filucchi

Area tecnica
- Direttore sportivo: Stefano Capozucca
- Responsabile settore giovanile: Mario Beretta
- Allenatore: Massimo Rastelli
- Allenatore in seconda: Dario Rossi
- Allenatore dei portieri: David Dei
- Preparatori atletici: Fabio Esposito e Gianfranco Ibba

Area sanitaria
- Responsabile sanitario: Marco Scorcu
- Medico prima squadra: Roberto Mura
- Fisioterapisti: Francesco Todde, Salvatore Congiu e Simone Ruggiu

## Rosa
Rosa e numerazioni sono aggiornati al 27 gennaio 2016.
| N. |                     | Ruolo | Calciatore                 |
| -- | ------------------- | ----- | -------------------------- |
| 1  | Italia (bandiera)   | P     | Alessio Cragno             |
| 1  | Brasile (bandiera)  | P     | Rafael                     |
| 2  | Italia (bandiera)   | D     | Simone Benedetti           |
| 3  | Italia (bandiera)   | D     | Antonio Barreca            |
| 4  | Italia (bandiera)   | C     | Daniele Dessena (capitano) |
| 8  | Italia (bandiera)   | C     | Davide Di Gennaro          |
| 9  | Italia (bandiera)   | A     | Federico Melchiorri        |
| 10 | Brasile (bandiera)  | C     | João Pedro                 |
| 13 | Italia (bandiera)   | D     | Dario Del Fabro            |
| 13 | Italia (bandiera)   | C     | Antonio Cinelli            |
| 15 | Slovenia (bandiera) | D     | Luka Krajnc                |
| 17 | Brasile (bandiera)  | A     | Diego Farias               |
| 18 | Italia (bandiera)   | C     | Nicolò Barella             |
| 19 | Italia (bandiera)   | D     | Fabio Pisacane             |
| 20 | Colombia (bandiera) | C     | Andrés Tello               |

| N. |                      | Ruolo | Calciatore                    |
| -- | -------------------- | ----- | ----------------------------- |
| 21 | Italia (bandiera)    | D     | Antonio Balzano               |
| 22 | Italia (bandiera)    | P     | Roberto Colombo               |
| 23 | Italia (bandiera)    | D     | Luca Ceppitelli               |
| 24 | Italia (bandiera)    | D     | Marco Capuano                 |
| 25 | Italia (bandiera)    | A     | Marco Sau                     |
| 26 | Italia (bandiera)    | C     | Gianni Munari                 |
| 27 | Italia (bandiera)    | C     | Alessandro Deiola             |
| 28 | Italia (bandiera)    | A     | Alberto Cerri                 |
| 29 | Italia (bandiera)    | D     | Nicola Murru                  |
| 30 | Italia (bandiera)    | P     | Marco Storari (vice capitano) |
| 32 | Italia (bandiera)    | A     | Niccolò Giannetti             |
| 33 | Italia (bandiera)    | C     | Marco Fossati                 |
| 35 | Polonia (bandiera)   | D     | Bartosz Salamon               |
| 36 | Argentina (bandiera) | C     | Santiago Colombatto           |
| 37 | Italia (bandiera)    | D     | Alessio Bernardi              |

## Calciomercato

### Sessione estiva (dal 1°/7 al 31/8)
| Acquisti         | Acquisti            | Acquisti        | Acquisti                                          |
| R.               | Nome                | da              | Modalità                                          |
| ---------------- | ------------------- | --------------- | ------------------------------------------------- |
| P                | Marco Storari       | Juventus        | definitivo                                        |
| P                | Roberto Colombo     |                 | svincolato                                        |
| D                | Luka Krajnc         | Genoa           | definitivo                                        |
| D                | Bartosz Salamon     | Sampdoria       | definitivo                                        |
| D                | Fabio Pisacane      | Avellino        | definitivo                                        |
| D                | Antonio Barreca     | Torino          | prestito con diritto di riscatto e controriscatto |
| D                | Simone Benedetti    | Bari            | fine prestito                                     |
| C                | Davide Di Gennaro   | Palermo         | definitivo                                        |
| C                | Andrés Tello        | Juventus        | prestito con diritto di riscatto                  |
| C                | Alessandro Deiola   | Tuttocuoio      | fine prestito                                     |
| C                | Marco Fossati       |                 | svincolato                                        |
| C                | Gianni Munari       |                 | svincolato                                        |
| A                | Niccolò Giannetti   | Spezia          | definitivo                                        |
| A                | Federico Melchiorri | Pescara         | definitivo                                        |
| A                | Alberto Cerri       | Juventus        | prestito con diritto di riscatto e controriscatto |
| Altre operazioni |                     |                 |                                                   |
| R.               | Nome                | da              | Modalità                                          |
| D                | Davide Astori       | Roma            | fine prestito                                     |
| D                | Marco Russu         | Como            | fine prestito                                     |
| D                | Andrea Demontis     | San Marino      | fine prestito                                     |
| D                | Dario Del Fabro     | Leeds Utd       | fine prestito                                     |
| D                | Ștefan Popescu      | Ternana         | fine prestito                                     |
| C                | Daniele Giorico     | Venezia         | fine prestito                                     |
| C                | Marco Piredda       | Ternana         | fine prestito                                     |
| A                | Duje Čop            | Dinamo Zagabria | riscatto cartellino                               |
| A                | Diego Farias        | Chievo          | riscatto cartellino                               |
| A                | Víctor Ibarbo       | Roma            | fine prestito                                     |
| A                | Antonio Loi         | Carpi           | fine prestito                                     |
| A                | Alessandro Capello  | Varese          | fine prestito                                     |
| A                | Alessandro Masia    | Grosseto        | fine prestito                                     |

| Cessioni         | Cessioni           | Cessioni       | Cessioni                         |
| R.               | Nome               | a              | Modalità                         |
| ---------------- | ------------------ | -------------- | -------------------------------- |
| P                | Simone Colombi     | Palermo        | prestito                         |
| P                | Werther Carboni    | Tuttocuoio     | prestito                         |
| P                | Željko Brkić       | Udinese        | fine prestito                    |
| D                | Luca Rossettini    | Bologna        | definitivo                       |
| D                | Danilo Avelar      | Torino         | definitivo                       |
| D                | Alejandro González | Verona         | fine prestito                    |
| D                | Modibo Diakité     |                | svincolato                       |
| D                | Francesco Pisano   |                | svincolato                       |
| C                | Albin Ekdal        | Amburgo        | definitivo                       |
| C                | Godfred Donsah     | Bologna        | prestito con obbligo di riscatto |
| C                | Mattia Muroni      | Tuttocuoio     | prestito                         |
| C                | Lorenzo Crisetig   | Inter          | fine prestito                    |
| C                | Paul-José M'Poku   | Standard Liegi | fine prestito                    |
| C                | Josef Hušbauer     | Sparta Praga   | fine prestito                    |
| C                | Andrea Cossu       |                | svincolato                       |
| C                | Daniele Conti      |                | fine carriera                    |
| A                | Duje Čop           | Malaga         | prestito con diritto di riscatto |
| A                | Caio Rangel        | Arouca         | prestito biennale                |
| A                | Samuele Longo      | Inter          | fine prestito                    |
| Altre operazioni |                    |                |                                  |
| R.               | Nome               | a              | Modalità                         |
| D                | Ștefan Popescu     | Modena         | definitivo                       |
| D                | Davide Astori      | Fiorentina     | prestito con obbligo di riscatto |
| D                | Dario Del Fabro    | Ascoli         | prestito                         |
| D                | Marco Russu        | Lumezzane      | prestito                         |
| D                | Andrea Demontis    | Melfi          | prestito                         |
| C                | Radja Nainggolan   | Roma           | risoluzione compartecipazione    |
| C                | Sebastian Eriksson | IFK Göteborg   | definitivo                       |
| C                | Marco Piredda      | Siena          | prestito                         |
| C                | Daniele Giorico    |                | svincolato                       |
| C                | Alberto Melis      |                | svincolato                       |
| A                | Víctor Ibarbo      | Roma           | prestito con diritto di riscatto |
| A                | Antonio Loi        | Reggiana       | prestito                         |
| A                | Alessandro Capello | Prato          | prestito                         |
| A                | Alessandro Masia   | Melfi          | prestito                         |

### Sessione invernale
| Acquisti         | Acquisti         | Acquisti   | Acquisti      |
| R.               | Nome             | da         | Modalità      |
| ---------------- | ---------------- | ---------- | ------------- |
| P                | Rafael           | Verona     | prestito      |
| C                | Antonio Cinelli  | Vicenza    | definitivo    |
| Altre operazioni |                  |            |               |
| R.               | Nome             | da         | Modalità      |
| P                | Simone Colombi   | Palermo    | fine prestito |
| P                | Werther Carboni  | Tuttocuoio | fine prestito |
| A                | Alessandro Masia | Melfi      | fine prestito |
| A                | Caio Rangel      | Arouca     | fine prestito |

| Cessioni         | Cessioni         | Cessioni        | Cessioni                                          |
| R.               | Nome             | a               | Modalità                                          |
| ---------------- | ---------------- | --------------- | ------------------------------------------------- |
| P                | Alessio Cragno   | Virtus Lanciano | prestito                                          |
| D                | Simone Benedetti | Virtus Entella  | prestito                                          |
| C                | Nicolò Barella   | Como            | prestito con diritto di riscatto e controriscatto |
| Altre operazioni |                  |                 |                                                   |
| R.               | Nome             | a               | Modalità                                          |
| P                | Simone Colombi   | Carpi           | prestito                                          |
| P                | Werther Carboni  | Olbia           | prestito                                          |
| D                | Matteo Cotali    | Olbia           | prestito                                          |
| A                | Alessandro Masia | Tuttocuoio      | prestito                                          |
| A                | Caio Rangel      | Cruzeiro        | prestito                                          |

## Risultati

### Serie B

#### Girone di andata
| Arbitro: | Sacchi (Macerata) |

|                                             |           |  |
| Farias 27’ Deiola 62’ Sau 69’ Giannetti 78’ | Marcatori |  |

| Arbitro: | Manganiello (Pinerolo) |

|               |           |         |
| Valjent 90+4’ | Marcatori | 40’ Sau |

| Arbitro: | Baracani (Firenze) |

|                        |           |           |
| Sau 29’ Melchiorri 53’ | Marcatori | 85’ Arini |

| Arbitro: | Candussio (Cervignano del Friuli) |

|                   |           |                                               |
| Costa Ferreira 2’ | Marcatori | 30’ (rig.) Giannetti 67’ (rig.), 90+1’ Farias |

| Arbitro: | Abbattista (Molfetta) |

|                                         |           |                       |
| Di Gennaro 2’ Balzano 29’ Giannetti 80’ | Marcatori | 17’ Brosco 60’ Ammari |

| Arbitro: | Maresca (Napoli) |

|              |           |  |
| Lapadula 52’ | Marcatori |  |

| Arbitro: | Pasqua (Tivoli) |

|                                   |           |               |
| Farias 37’ Sau 63’ Melchiorri 74’ | Marcatori | 72’ Magnússon |

| Arbitro: | Pinzani (Empoli) |

|              |           |  |
| González 36’ | Marcatori |  |

| Arbitro: | Rapuano (Rimini) |

|                                            |           |                  |
| Farias 23’, 29’ Pisacane 42’ Giannetti 83’ | Marcatori | 66’ Scognamiglio |

| Perugia 27 ottobre 2015, ore 20:30 CET 10ª giornata | Perugia           | 0 – 0 referto | Cagliari | Stadio Renato Curi (10.675 spett.)\| Arbitro: \| Ghersini (Genova) \| |
| Arbitro:                                            | Ghersini (Genova) |               |          |                                                                       |

| Arbitro: | Nasca (Bari) |

|                               |           |  |
| Ceppitelli 25’ Di Gennaro 89’ | Marcatori |  |

| Arbitro: | Pairetto (Nichelino) |

|                    |           |            |
| João Pedro 6’, 42’ | Marcatori | 22’ Stanco |

| Arbitro: | Pasqua (Tivoli) |

|  |           |                                            |
|  | Marcatori | 34’, 49’ Melchiorri 90+4’ (aut.) Valentini |

| Arbitro: | Minelli (Varese) |

|                                          |           |  |
| Giannetti 28’ João Pedro 31’ (rig.), 86’ | Marcatori |  |

| Arbitro: | La Penna (Roma 1) |

|                                                  |           |  |
| And. Caracciolo 47’ Kupisz 57’, 90+3’ Embalo 78’ | Marcatori |  |

| Arbitro: | Ros (Pordenone) |

|                  |           |          |
| João Pedro 90+2’ | Marcatori | 50’ Ganz |

| Arbitro: | Abisso (Palermo) |

|             |           |                                 |
| Piccolo 61’ | Marcatori | 13’ Tello 34’ Salamon 67’ Cerri |

| Arbitro: | Chiffi (Padova) |

|                 |           |           |
| Vantaggiato 48’ | Marcatori | 3’ Farias |

| Arbitro: | Pasqua (Tivoli) |

|                        |           |            |
| Melchiorri 22’ Sau 35’ | Marcatori | 36’ Rosina |

| Arbitro: | Pairetto (Nichelino) |

|  |           |                         |
|  | Marcatori | 29’ Giannetti 84’ Tello |

| Arbitro: | Candussio (Cervignano del Friuli) |

|                                         |           |  |
| João Pedro 14’ Farias 24’ Fossati 90+2’ | Marcatori |  |

#### Girone di ritorno
| Arbitro: | Maresca (Napoli) |

|                                      |           |            |
| Budimir 2’ Martella 45’ F. Ricci 74’ | Marcatori | 21’ Farias |

| Arbitro: | Aureliano (Bologna) |

|                |           |  |
| Di Gennaro 60’ | Marcatori |  |

| Arbitro: | Pinzani (Empoli) |

|           |           |                      |
| Mokulu 5’ | Marcatori | 11’ Munari 78’ Cerri |

| Arbitro: | Di Paolo (Avezzano) |

|                   |           |  |
| Farias 77’ (rig.) | Marcatori |  |

| Arbitro: | Nasca (Bari) |

|            |           |                                |
| Mariga 57’ | Marcatori | 47’ Munari 53’, 58’ Melchiorri |

| Arbitro: | Abisso (Palermo) |

|                                |           |             |
| Farias 61’ Lapadula 67’ (aut.) | Marcatori | 2’ Torreira |

| Arbitro: | Manganiello (Pinerolo) |

|                     |           |  |
| Sensi 57’ Đurić 69’ | Marcatori |  |

| Arbitro: | Ghersini (Genova) |

|  |           |              |
|  | Marcatori | 36’ González |

| Arbitro: | Pasqua (Tivoli) |

|                         |           |                             |
| Pagliarulo 9’ Citro 11’ | Marcatori | 48’ Farias 90+2’ João Pedro |

| Arbitro: | Sacchi (Macerata) |

|  |           |                       |
|  | Marcatori | 33’ Prcić 90+2’ Miloš |

| Arbitro: | Pinzani (Empoli) |

|  |           |                            |
|  | Marcatori | 68’ Cinelli 90’ Melchiorri |

| Arbitro: | Abisso (Palermo) |

|                |           |                        |
| Belingheri 77’ | Marcatori | 90+3’ Farias 90+5’ Sau |

| Arbitro: | Pairetto (Nichelino) |

|                 |           |                        |
| Giannetti 90+1’ | Marcatori | 69’ Calaiò 85’ Piccolo |

| Arbitro: | Manganiello (Pinerolo) |

|               |           |                       |
| Cacia 8’, 34’ | Marcatori | 57’ (rig.) João Pedro |

| Arbitro: | Aureliano (Bologna) |

|                                                                  |           |  |
| Capuano 4’ João Pedro 23’ (rig.), 34’, 47’ Giannetti 63’ Sau 88’ | Marcatori |  |

| Arbitro: | Saia (Palermo) |

|               |           |            |
| Cristiani 66’ | Marcatori | 42’ Deiola |

| Arbitro: | Minelli (Varese) |

|        |           |                |
| Sau 8’ | Marcatori | 38’ N. Ferrari |

| Arbitro: | Abisso (Palermo) |

|                                     |           |                                      |
| Giannetti 26’ João Pedro 65’ (rig.) | Marcatori | 68’ (rig.) Vantaggiato 71’ Biagianti |

| Arbitro: | Chiffi (Padova) |

|  |           |                                     |
|  | Marcatori | 24’ João Pedro 48’ Farias 87’ Cerri |

| Arbitro: | Sacchi (Macerata) |

|                                   |           |  |
| Salamon 58’ Giannetti 75’ Sau 80’ | Marcatori |  |

| Arbitro: | Aureliano (Bologna) |

|              |           |                       |
| Castiglia 5’ | Marcatori | 3’ Di Gennaro 84’ Sau |

### Secondo Turno
| Arbitro: | Abbattista (Molfetta) |

|                                                              |           |  |
| Melchiorri 31’, 70’ Belli 35’ (aut.) Capuano 39’ Dessena 74’ | Marcatori |  |

### Terzo Turno
| Arbitro: | Doveri (Roma) |

|                                      |                      |                                         |
| A. Montalto 39’ (rig.)               | Marcatori            | 11’ Deiola                              |
| Scozzarella Raffaello Coronado Citro | Tiri di rigore 2 – 4 | Capuano Giannetti Deiola Sau Di Gennaro |

### Quarto Turno
| Arbitro: | Gavillucci (Latina) |

|  |           |         |
|  | Marcatori | 36’ Sau |

### Ottavi Di Finale
| Arbitro: | Russo (Nola) |

|                                      |           |  |
| Palacio 24’ Brozović 71’ Perišić 81’ | Marcatori |  |

## Statistiche

### Statistiche di squadra
Aggiornato al 21 maggio 2016
| Competizione | Punti            | In casa | In casa | In casa | In casa | In casa | In casa | In trasferta | In trasferta | In trasferta | In trasferta | In trasferta | In trasferta | Totale | Totale | Totale | Totale | Totale | Totale | DR   |
| Competizione | Punti            | G       | V       | N       | P       | Gf      | Gs      | G            | V            | N            | P            | Gf           | Gs           | G      | V      | N      | P      | Gf     | Gs     | DR   |
| ------------ | ---------------- | ------- | ------- | ------- | ------- | ------- | ------- | ------------ | ------------ | ------------ | ------------ | ------------ | ------------ | ------ | ------ | ------ | ------ | ------ | ------ | ---- |
| Serie B      | 83               | 21      | 15      | 3       | 3       | 46      | 17      | 21           | 10           | 5            | 6            | 32           | 24           | 42     | 25     | 8      | 9      | 78     | 41     | + 37 |
| Coppa Italia | Ottavi di finale | 1       | 1       | 0       | 0       | 5       | 0       | 3            | 1            | 1            | 1            | 2            | 4            | 4      | 2      | 1      | 1      | 7      | 4      | +3   |
| Totale       | 83               | 22      | 16      | 3       | 3       | 51      | 17      | 24           | 11           | 6            | 7            | 34           | 28           | 46     | 27     | 9      | 10     | 85     | 45     | + 40 |

### Andamento in campionato
| Giornata  | 1 | 2 | 3 | 4 | 5 | 6 | 7 | 8 | 9 | 10 | 11 | 12 | 13 | 14 | 15 | 16 | 17 | 18 | 19 | 20 | 21 | 22 | 23 | 24 | 25 | 26 | 27 | 28 | 29 | 30 | 31 | 32 | 33 | 34 | 35 | 36 | 37 | 38 | 39 | 40 | 41 | 42 |
| --------- | - | - | - | - | - | - | - | - | - | -- | -- | -- | -- | -- | -- | -- | -- | -- | -- | -- | -- | -- | -- | -- | -- | -- | -- | -- | -- | -- | -- | -- | -- | -- | -- | -- | -- | -- | -- | -- | -- | -- |
| Luogo     | C | T | C | T | C | T | C | T | C | T  | C  | C  | T  | C  | T  | C  | T  | T  | C  | T  | C  | T  | C  | T  | C  | T  | C  | T  | C  | T  | C  | T  | T  | C  | T  | C  | T  | C  | C  | T  | C  | T  |
| Risultato | V | N | V | V | V | P | V | P | V | N  | V  | V  | V  | V  | P  | N  | V  | N  | V  | V  | V  | P  | V  | V  | V  | V  | V  | P  | P  | N  | P  | V  | V  | P  | P  | V  | N  | N  | N  | V  | V  | V  |
| Posizione | 1 | 2 | 2 | 2 | 1 | 1 | 1 | 2 | 2 | 2  | 1  | 1  | 1  | 1  | 1  | 2  | 2  | 2  | 2  | 1  | 1  | 2  | 2  | 1  | 1  | 1  | 1  | 1  | 1  | 2  | 2  | 2  | 1  | 2  | 2  | 2  | 2  | 2  | 2  | 2  | 1  | 1  |

Fonte:  Serie B – Classifiche, su sport.sky.it, Sky Sport. URL consultato l'8 settembre 2015 (archiviato dall'url originale il 4 marzo 2016).
Legenda:

Luogo: C = Casa; T = Trasferta. Risultato: V = Vittoria; N = Pareggio; P = Sconfitta.

### Statistiche dei giocatori
Sono in corsivo i calciatori che hanno lasciato la società a stagione in corso.
| Giocatore     | Serie B  | Serie B | Serie B     | Serie B    | Coppa Italia | Coppa Italia | Coppa Italia | Coppa Italia | Totale   | Totale | Totale      | Totale     |
| Giocatore     | Presenze | Reti    | Ammonizioni | Espulsioni | Presenze     | Reti         | Ammonizioni  | Espulsioni   | Presenze | Reti   | Ammonizioni | Espulsioni |
| ------------- | -------- | ------- | ----------- | ---------- | ------------ | ------------ | ------------ | ------------ | -------- | ------ | ----------- | ---------- |
| A. Balzano    | 25       | 1       | 8           | 1          | 3            | 0            | 0            | 0            | 28       | 1      | 8           | 1          |
| N. Barella    | 5        | 0       | 0           | 0          | 0            | 0            | 0            | 0            | 5        | 0      | 0           | 0          |
| A. Barreca    | 15       | 0       | 2           | 0          | 2            | 0            | 0            | 0            | 17       | 0      | 2           | 0          |
| S. Benedetti  | 3        | 0       | 0           | 0          | 2            | 0            | 1            | 0            | 5        | 0      | 1           | 0          |
| A. Bernardi   | 0        | 0       | 0           | 0          | 1            | 0            | 0            | 0            | 1        | 0      | 0           | 0          |
| M. Capuano    | 15       | 1       | 1           | 0          | 2            | 1            | 1            | 0            | 17       | 2      | 2           | 0          |
| L. Ceppitelli | 26       | 1       | 9           | 0          | 0            | 0            | 0            | 0            | 26       | 1      | 9           | 0          |
| A. Cerri      | 24       | 3       | 2           | 0          | 2            | 0            | 0            | 0            | 26       | 3      | 2           | 0          |
| A. Cinelli    | 12       | 1       | 2           | 0          | 0            | 0            | 0            | 0            | 12       | 1      | 2           | 0          |
| S. Colombatto | 5        | 0       | 4           | 0          | 2            | 0            | 2            | 0            | 7        | 0      | 6           | 0          |
| R. Colombo    | 0        | 0       | 0           | 0          | 0            | 0            | 0            | 0            | 0        | 0      | 0           | 0          |
| A. Cragno     | 0        | 0       | 0           | 0          | 2            | -3           | 1            | 0            | 2        | -3     | 1           | 0          |
| A. Deiola     | 21       | 2       | 2           | 0          | 4            | 1            | 1            | 0            | 25       | 3      | 3           | 0          |
| D. Del Fabro  | 0        | 0       | 0           | 0          | 0            | 0            | 0            | 0            | 0        | 0      | 0           | 0          |
| D. Dessena    | 16       | 0       | 4           | 0          | 2            | 1            | 0            | 0            | 18       | 1      | 4           | 0          |
| D. Di Gennaro | 31       | 4       | 6           | 1          | 3            | 0            | 0            | 0            | 34       | 4      | 6           | 1          |
| D. Farias     | 34       | 14      | 11          | 0          | 3            | 0            | 0            | 0            | 37       | 14     | 11          | 0          |
| M. Fossati    | 36       | 1       | 11          | 2          | 1            | 0            | 0            | 0            | 37       | 1      | 11          | 2          |
| N. Giannetti  | 29       | 10      | 4           | 0          | 4            | 0            | 0            | 0            | 33       | 10     | 4           | 0          |
| João Pedro    | 38       | 13      | 11          | 0          | 3            | 0            | 1            | 0            | 41       | 13     | 12          | 0          |
| L. Krajnc     | 21       | 0       | 4           | 1          | 3            | 0            | 1            | 0            | 24       | 0      | 5           | 1          |
| F. Melchiorri | 27       | 8       | 5           | 1          | 3            | 2            | 0            | 0            | 30       | 10     | 5           | 1          |
| G. Munari     | 20       | 2       | 6           | 1          | 1            | 0            | 0            | 1            | 21       | 2      | 6           | 2          |
| N. Murru      | 28       | 0       | 11          | 1          | 3            | 0            | 0            | 0            | 31       | 0      | 11          | 1          |
| F. Pisacane   | 30       | 1       | 8           | 0          | 1            | 0            | 0            | 0            | 31       | 1      | 8           | 0          |
| Rafael        | 1        | -1      | 0           | 0          | 0            | 0            | 0            | 0            | 1        | -1     | 0           | 0          |
| B. Salamon    | 33       | 2       | 5           | 0          | 1            | 0            | 0            | 0            | 34       | 2      | 5           | 0          |
| M. Sau        | 28       | 10      | 3           | 0          | 3            | 1            | 1            | 0            | 31       | 11     | 4           | 0          |
| M. Storari    | 41       | -40     | 3           | 0          | 2            | -1           | 0            | 0            | 43       | -41    | 3           | 0          |
| A. Tello      | 24       | 2       | 7           | 1          | 2            | 0            | 0            | 0            | 26       | 2      | 7           | 1          |

## Giovanili

### Piazzamenti
- Primavera:
- Campionato Primavera: Quarti di finale
- Coppa Italia: Secondo turno eliminatorio
- Torneo di Viareggio: Fase a gironi